# 第14太陽周期

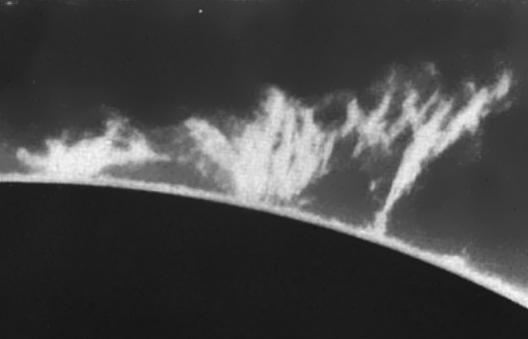
1909年8月21日の紅炎

第14太陽周期(Solar cycle 14)は、1755年に太陽黒点の活動が記録され始めてから14番目の太陽活動周期である。1902年2月から1913年8月まで11.5年続いた。太陽黒点の最大数は64.2個で、最小数は1.5個だった。合計約1019日間にわたり黒点が現れなかった。